# Tituria laboulbenii
Tituria laboulbenii är en insektsart som beskrevs av Victor Antoine Signoret 1858 . Tituria laboulbenii ingår i släktet Tituria och familjen dvärgstritar. Inga underarter finns listade i Catalogue of Life.